# 香西氏
香西氏（こうざいし、こうざいうじ）は、日本の氏族。河西とも書かれる。

## 讃岐香西氏
讃岐国の国司であった藤原北家の流れを汲むとされる日本の氏族。室町時代には讃岐東部において最大の勢力を有する国人となり、讃岐守護であり室町幕府管領となった細川京兆家に仕え細川四天王と呼ばれた。応仁の乱後には山城国や丹波国にも所領を有し、その後の細川氏の内訌にも大きく関与した。

### 出自
平安時代末期、讃岐藤原氏二代目・藤原資高が地名をとって羽床氏を称し、三男・重高が羽床氏を継いだ。次男・有高は大野氏、四男・資光は新居氏を称した。資高の子の中でも資光は、 治承7年/寿永2年（1183年）の備中国水島の戦いで活躍し、寿永4年(1185年)の屋島の戦いでは、源義経の陣に加わって戦功を挙げ、源頼朝から感状を受けて阿野郡（綾郡）を安堵された。
鎌倉時代の承久3年（1221年）の承久の乱においては、幕府方に与した新居資村が、その功によって香川郡12郷・阿野郡4郷を支配することとなり、勝賀山東山麓に佐料館、その山上に詰めの城・勝賀城を築いた。そして姓を「香西氏」に改めて左近将監に補任された。一方、後鳥羽上皇方についた羽床氏・柞田氏らは、それぞれの所領を没収され、以後羽床氏は香西氏の傘下に入った。

### 室町時代
南北朝時代には、香西氏は北朝につき、羽床氏は南朝についた。室町幕府における讃岐守護は細川氏であり、応仁元年（1467年）から始まった応仁の乱では、香西氏は東軍の総大将・細川勝元の内衆として活躍し、当主の香西元資は、香川元明、安富盛長、奈良元安と共に「細川四天王」と呼ばれた。
香川氏、安富氏、奈良氏は元々は讃岐の国人ではなく、細川氏の讃岐入部に伴って香川氏と奈良氏は西讃、安富氏は東讃に入り、香川氏は西讃岐守護代、安富氏は東讃岐守護代に任ぜられたが、香西氏の所領は安富氏を凌ぐものであった。東讃は、他に植田氏、寒川氏などが割拠しており、それぞれ細川家や三好家の上洛戦に協力し、畿内でも武功を挙げている。
香西元資の長男・元直は常に京都にあって勝元を補佐した為、讃岐の領地は元直の弟・元綱が相続し、元直系の上香西氏、元綱系の下香西氏に別れた。

#### 上香西氏
元直の子・香西元長は、勝元の子・管領・細川政元の助力を得、明応6年（1497年）には山城守護代となった。元長は細川政元の養子・澄之（九条家）・高国（野州家）・澄元（阿波細川家）のうち澄之に属し、永正4年（1507年）に元長は、薬師寺長忠・竹田孫七らと図り細川政元を謀殺し、澄元及び三好之長らの澄元派を京から一掃して、11代将軍・足利義澄に細川家後嗣として澄之を認めさせた（永正の錯乱）。しかし、その直後、澄元を支援した細川高国・尚春（淡路守護家）によって、細川澄之・香西元長らは京で討たれた。
更に細川澄元と三好之長は、讃岐において植田三家の十河氏と図り、香西氏・寒川氏らを攻めたが、周防の雄・大内義興に擁立された10代将軍・足利義稙が上洛を開始し、これに香西氏だけでなく香川氏も応じ、更に細川高国が寝返ったため、細川澄元・三好之長は讃岐及び畿内において勢力を失った。
元長の跡を継いだ香西元盛は、波多野清秀（丹波）の子であり、管領・細川高国に仕えたが、大永6年（1526年）、讒言により自害させられた。これに憤った元盛の兄弟・波多野元清と柳本賢治が細川澄元の子・晴元と通じ高国に対して反旗を翻したため、高国政権は崩壊した（桂川原の戦い）。
元盛の跡を継いだ香西元成（越後守）は丹波国を拠点として、細川晴元に仕え、三好政勝と共に三好長慶に抗したが、永禄3年（1560年）、炭山城（山城）で戦死した。
上香西氏の名跡を継いだ香西長信（越後守）は、元亀元年（1570年）、野田・福島（摂津国）に籠もって織田信長に対抗するが、三好政勝と共に投降した（野田・福島の戦い）。その後離反し、天正3年（1575年）に新堀城（摂津）に籠城するも敗れ、斬首された（高屋城の戦い）。

#### 下香西氏
大内義興が上洛した頃の当主･香西元定（元綱の子）は大内氏に属し、備讃瀬戸を中心に雄飛する塩飽水軍を有して、享禄4年（1531年）には朝鮮に船を出し交易を行い利益を得、香西氏の全盛期を築いた。しかし細川澄元の子・晴元が細川高国を破り管領となると、三好氏と結びついた植田三家の十河氏が讃岐を平定し、香西氏も三好氏の傘下に入った。
天文21年(1552年)、晴元の従妹・細川持隆（阿波守護）が三好長慶の弟･三好実休に討たれると、元定の子・香西元成は実休に従い、河野氏と結び反旗を翻した香川之景と実休との和睦を纏めている（善通寺合戦）。
元成の子・香西元載（駿河守入道宗心）は、三好長慶、実休に従い、数々の戦功を挙げた。更に永禄11年（1568年）、毛利氏の小早川隆景と同盟し、宇喜多直家が有する備前国児島の賀陽城（通生）と本太城（塩生）を攻めたが、宇喜多氏の守将・能勢頼吉の反撃に遭い戦死した。
元載の子・香西佳清は、十河存保（実休の子）に仕えたが、元亀元年（1570年）野田・福島の戦いにおいて病により失明。天正2年（1574年）、佳清は、阿波国の三好長治（実休の嫡子）と対立する。長治はただちに兵を出したが、香川氏、大西氏、長尾氏らも香西氏に加勢したため、長治は敗れ去った。天正3年（1575年）、佳清は長宗我部元親の讃岐侵攻に備えて、新たに藤尾山に藤尾城を築き本拠を移した。天正6年（1578年）には羽床資載に離反され攻められている。同年、同族の香西清長が子の清正と共に、佳清の弟、千虎丸の香西氏相続を支持し、佳清派の植松資正・新居資教を成就院にて殺害した（成就院事件）。しかし佳清派が優勢となり香西清長父子は備前国に退去した。 
天正10年（1582年）、長宗我部元親の子・香川親和に攻められ籠城するも、親和の養父・香川之景の仲裁により降伏し、長宗我部氏に臣従した。天正13年（1585年）羽柴秀吉による四国征伐が始まると、佳清は長宗我部方として戦い、敗れて下野した。その後は、讃岐の国主となった仙石秀久や生駒親正から扶持を与えられて余生を過ごした。

## 源姓の香西氏
『応仁私記』に「香西越後守源義成」という名前が記述されている。

## 筑後の香西氏
筑後国の大隅氏（おおくまし）の一族に香西氏がいる。